# Francesco Battaglini
Francesco Battaglini (Mirabello, 13 maart 1823 - Bologna, 27 juli 1885) was een Italiaans geestelijke en kardinaal van de Rooms-Katholieke Kerk.
Battaglini bezocht het kleinseminarie van Cento en ging vervolgens naar het grootseminarie in Bologna. Aan de Universiteit van Bologna promoveerde hij in de godgeleerdheid. Hij werd op 20 september 1845 priester gewijd. Hij doceerde vervolgens eerst op het kleinseminarie van Cento en vervolgens op het grootseminarie in Bologna. In 1858 werd hij hoofdredacteur van het - tegen alle vormen van liberalisme gerichte - weekblad Osservatore Bolognese. Een jaar later werd hij hoogleraar aan de Universiteit van Bologna, van welke universiteit hij ook nog rector magnificus werd. Hij werd erekanunnik van het kapittel van de Kathedraal van Bologna, kamerheer van de paus en in 1878 aartsdiaken van de Bolognese kathedraal.
Paus Leo XIII benoemde hem op 28 februari 1879 tot bisschop van Rimini. In 1882 werd hij bevorderd tot aartsbisschop van Bologna. Tijdens het consistorie van 27 juli 1885 creëerde paus Leo hem kardinaal. De San Bernardo alle Terme werd zijn titelkerk.
De kardinaal stierf na een lang ziekbed en werd begraven in de parochiekerk van zijn geboorteplaats.

## Bron
- (en) Francesco Battaglini op catholic-hierarchy.org
- Biografische aantekening, met foto, op The Cardinals of the Holy Roman Church

- Gemeinsame Normdatei: 1139134620
- International Standard Name Identifier: 0000 0000 6267 1628
- Nederlandse Thesaurus van Auteursnamen: 089741846
- Istituto Centrale per il Catalogo Unico: CUBV014847
- Virtual International Authority File: 89102820
- WorldCat: E39PBJgd4vvfr4tmrT4dvhXrv3